# 29348 Criswick
29348 Criswick este un asteroid din centura principală de asteroizi.

## Descriere
29348 Criswick este un asteroid din centura principală de asteroizi. A fost descoperit pe 28 martie 1995 la Victoria de David D. Balam. Asteroidul prezintă o orbită caracterizată de o semiaxă mare de 2,61 ua, o excentricitate de 0,15 și o înclinație de 3,6° în raport cu ecliptica.